# Девасичі
Девасичі — колишнє селище в Україні, Семенівському районі Чернігівської області. Підпорядковувалось Погорільській сільській раді.
Розташовувалося за 6 км на південний захід від Погорільців, на висоті 160 м над рівнем моря. 
Станом на 1985 рік згадане вже як урочище Девасичі, жителі на той час переселилися у інші поселення. 3 грудня 1986 року Чернігівська обласна рада зняла село з обліку.
Територія колишнього села частково розорана, частково є рідколіссям.